# Familiolekt
Familiolekt, także: styl familiarny, język familiarny – odmiana języka właściwa dla danej rodziny. Wiąże się z doświadczeniem niemal każdego człowieka.
Familiolekt wykazuje pewne odrębności od języka standardowego; cechują go np. specyficzne formy wyrazowe. Można go określić jako „idiolekt używany w rodzinie”.
Stanowi jeden z przejawów wariacji językowej, obok dialektów geograficznych, socjolektów, idiolektów (kodów jednostkowych) itp.